# Gazet van Antwerpen Trofee 2010-2011
Il Gazet van Antwerpen Trofee 2010-2011, ventiquattresima edizione della corsa ciclistica, si svolse tra il 3 ottobre 2010 ed il 20 febbraio 2011.

## Uomini Elite

### Risultati
| # | Data        | Città      | Evento                        | Vincitore     | Leader della Cl. mondiale |
| - | ----------- | ---------- | ----------------------------- | ------------- | ------------------------- |
| 1 | 3 ottobre   | Namur      | Cyclo-Cross de la Citadelle   | Zdeněk Štybar | Zdeněk Štybar             |
| 2 | 1º novembre | Oudenaarde | Koppenbergcross               | Sven Nys      | Zdeněk Štybar             |
| 3 | 20 novembre | Hasselt    | Grote Prijs van Hasselt       | Kevin Pauwels | Zdeněk Štybar             |
| 4 | 11 dicembre | Essen      | Grote Prijs Rouwmoer          | Sven Nys      | Kevin Pauwels             |
| 5 | 29 dicembre | Loenhout   | Azencross                     | Niels Albert  | Kevin Pauwels             |
| 6 | 1º gennaio  | Baal       | Grote Prijs Sven Nys          | Sven Nys      | Sven Nys                  |
| 7 | 5 febbraio  | Lille      | Krawatencross                 | Kevin Pauwels | Sven Nys                  |
| 8 | 20 febbraio | Oostmalle  | Internationale Sluitingsprijs | Niels Albert  | Sven Nys                  |

### Classifica generale
| Pos. | Corridore        | Punti |
| ---- | ---------------- | ----- |
| 1    | Sven Nys         | 169   |
| 2    | Zdeněk Štybar    | 163   |
| 3    | Kevin Pauwels    | 160   |
| 4    | Niels Albert     | 141   |
| 5    | Bart Wellens     | 129   |
| 6    | Klaas Vantornout | 121   |
| 7    | Bart Aernouts    | 90    |
| 8    | Tom Meeusen      | 86    |
| 9    | Rob Peeters      | 81    |
| 10   | Gerben de Knegt  | 66    |

## Donne Elite

### Risultati
| # | Data        | Città      | Evento                        | Vincitore            | Leader della Cl. mondiale |
| - | ----------- | ---------- | ----------------------------- | -------------------- | ------------------------- |
| 1 | 3 ottobre   | Namur      | Cyclo-Cross de la Citadelle   | Sanne van Paassen    | Sanne van Paassen         |
| 2 | 1º novembre | Oudenaarde | Koppenbergcross               | Helen Wyman          | Sanne van Paassen         |
| 3 | 29 dicembre | Loenhout   | Azencross                     | Marianne Vos         | Sanne van Paassen         |
| 4 | 5 febbraio  | Lille      | Krawatencross                 | Sanne Cant           | Sanne Cant                |
| 5 | 20 febbraio | Oostmalle  | Internationale Sluitingsprijs | Daphny van den Brand | Sanne Cant                |

### Classifica generale
| Pos. | Corridore              | Punti |
| ---- | ---------------------- | ----- |
| 1    | Sanne Cant             | 105   |
| 2    | Daphny van den Brand   | 94    |
| 3    | Helen Wyman            | 91    |
| 4    | Sanne van Paassen      | 76    |
| 5    | Pavla Havlíková        | 71    |
| 6    | Nikki Harris           | 67    |
| 7    | Hanka Kupfernagel      | 58    |
| 8    | Reza Hormes-Ravenstijn | 57    |
| 9    | Arenda Grimberg        | 52    |
| 10   | Joyce Vanderbeken      | 51    |

## Uomini Under-23

### Risultati
| # | Data        | Città      | Evento                        | Vincitore         | Leader della Cl. mondiale |
| - | ----------- | ---------- | ----------------------------- | ----------------- | ------------------------- |
| 1 | 3 ottobre   | Namur      | Cyclo-Cross de la Citadelle   | Arnaud Jouffroy   | Arnaud Jouffroy           |
| 2 | 1º novembre | Oudenaarde | Koppenbergcross               | Joeri Adams       | Joeri Adams               |
| 3 | 20 novembre | Hasselt    | Grote Prijs van Hasselt       | Jim Aernouts      | Jim Aernouts              |
| 4 | 11 dicembre | Essen      | Grote Prijs Rouwmoer          | Lars van der Haar | Lars van der Haar         |
| 5 | 29 dicembre | Loenhout   | Azencross                     | Wietse Bosmans    | Lars van der Haar         |
| 6 | 1º gennaio  | Baal       | Grote Prijs Sven Nys          | Wietse Bosmans    | Joeri Adams               |
| 7 | 5 febbraio  | Lille      | Krawatencross                 | Jim Aernouts      | Lars van der Haar         |
| 8 | 20 febbraio | Oostmalle  | Internationale Sluitingsprijs | Lars van der Haar | Lars van der Haar         |

### Classifica generale
| Pos. | Corridore         | Punti |
| ---- | ----------------- | ----- |
| 1    | Lars van der Haar | 144   |
| 2    | Jim Aernouts      | 139   |
| 3    | Joeri Adams       | 132   |
| 4    | Wietse Bosmans    | 129   |
| 5    | Micki van Empel   | 97    |
| 6    | Vinnie Braet      | 95    |
| 7    | Tijmen Eising     | 84    |
| 8    | Vincent Baestaens | 79    |
| 9    | Marcel Meisen     | 66    |
| 10   | Jens Adams        | 62    |